# رولو پریتو
رولو پریتو (انگلیسی: Rulo Prieto؛ زادهٔ ۲۴ اکتبر ۱۹۹۵) بازیکن فوتبال اهل اسپانیا است.
از باشگاه‌هایی که در آن بازی کرده‌است می‌توان به باشگاه فوتبال اوئسکا اشاره کرد.